# Dinosaurus
Dinosaurus murchisonii
Cet article possède des paronymes, voir Dinosaur, Dinosaure et Dinosauria.
Genre
Espèce
Dinosaurus est un genre éteint de thérapsides ayant une classification incertaine. Une seule espèce est connue, Dinosaurus murchisonii, qui n'est connue que par un museau fossile partiel datant du milieu du Permien et trouvé dans une mine de cuivre en Russie. Son histoire taxonomique est aussi hésitante que celle d'autres thérapsides russes mal connus et peut-être synonymes, en particulier Rhopalodon (en), Brithopus (en) et Phthinosuchus (en).
Dinosaurus n'est, malgré son nom, pas un dinosaure, la similitude des noms étant purement fortuite. Les dinosaures sont des sauropsides, tandis que Dinosaurus est un synapside et, en tant que tel, plus étroitement lié aux mammifères. Le nom générique Dinosaurus a été décrit en 1847, soit cinq ans après le taxon Dinosauria.

## Historique
L'holotype de Dinosaurus murchisonii a été collecté dans une mine de cuivre situé dans le gouvernement d'Orenbourg, en Russie, dans les années 1840. Il est d'ailleurs trouvé à deux reprises, avant d'être ultérieurement ré-assemblé. Le fossile en question est datée du milieu du Permien. Le directeur de la mine, Wagenheim von Qualen, identifie initialement le premier morceau comme un fossile de plante, dans une lettre à Gotthelf Fischer von Waldheim, mais Fischer réalise qu'il fait partie d'un crâne et le décrit en 1845 comme une nouvelle espèce du genre Rhopalodon (créé en 1841), R. murchisonii. En 1847, Fischer décrit le deuxième morceau et crée un nouveau genre, qu'il nomme Dinosaurus. En 1848, Eichwald reconnait non seulement que les deux spécimens sont de la même espèce, mais qu'ils s'assemblent en tant que parties du même individu. Il rend provisoirement l'espèce à Rhopalodon, car il estime qu'il n'y a pas encore assez de différences identifiées pour justifier un deuxième genre, et note l'existence du taxon du même nom Dinosauria, nommé par Richard Owen quelques années auparavant, en 1842.
Wagenheim von Qualen fait don des deux spécimens à la collection de Maximilien de Beauharnais, duc de Leuchtenberg, et les originaux ont depuis été perdus. Cependant, des moulages des spécimens sont conservés à l'Institut de Paléontologie de l'Académie des Sciences de Russie sous les numéros de catalogue PIN 296/1 et PIN 296/2.
En 1894, Harry Govier Seeley remarque que Cliorhizodon, qui est maintenant considéré comme un synonyme plus récent de Syodon, ne peut pas être distingué de Dinosaurus. En 1954, Ivan Efremov juge le taxon Dinosaurus comme synonyme de Brithopus. Cela est suivi par quelques autres auteurs, mais Christian Kammerer considère Brithopus, qui est basé seulement sur un humérus partiel, comme un nomen dubium, et, en tant que tel, ne considère pas Dinosaurus comme synonyme de ce dernier.
En 2000, Mikhail F. Ivakhnenko fait de Phthinosuchus un synonyme de Dinosaurus. En 2002, le même auteur classe ce dernier dans la famille de Phthinosuchidae (en), qu'il regroupe avec les Rubidgeidae dans la super-famille Rubidgeoidea de l'ordre des Gorgonopia. Kammerer remarque que les informations anatomiques limitées disponibles pour Dinosaurus rendent difficile la confirmation de cette synonymie proposée.